# Повстання саперів
Повстання саперів — епізод революції 1905—1907 рр у Києві.
У Києві 16 (29) листопада 1905 р. солдати 3-ї роти 5-го понтонного батальйону 3-ї саперної бригади відмовилися підкорятися командуванню. Безпосереднім приводом до заворушень був арешт солдат, які відмовилися замінити страйкуючих працівників київського телеграфу. 17 (30) листопада солдати 3-ї роти 5-го понтонного батальйону на знак солідарності із заарештованими не вийшли на заняття, висунувши перед командуванням вимоги звільнити заарештованих саперів, усунути командира роти тощо. Ввечері солдати обрали Військову раду, яку очолив підпоручик Борис Жаданівський.
Вранці 18 листопада (1 грудня) озброєні солдати трьох рот 3-ї саперної бригади (близько 800 осіб), розташованої на Печерську, вирушили вулицями міста на демонстрацію. По дорозі до них приєдналися солдати інших рот саперного й понтонного батальйонів, музична команда 125-го Курського піхотного полку, група робітників заводу «Арсенал». На вулиці Жилянській до повстанців також приєдналися робітники Південноросійського машинобудівного заводу. На заводському подвір'ї відбувся мітинг солідарності солдатів і робітників. Орієнтовно 5 тис. демонстрантів попрямували через Галицьку площу, щоби з'єднатися із солдатами 45-го Азовського полку та робітниками заводів на Шулявці.
На Галицькій площі демонстрацію зустріли царські війська. Після перестрілки демонстрація розбіглася. У ході збройної сутички було вбито й поранено з обох боків понад 250 осіб. Влада оголосила у місті воєнний стан.
106 учасників були притягнені до суду, 3 особи засуджені до страти (пізніше замінено довічною каторгою), 27 осіб — до каторги, 62 — до дисциплінарних батальйонів.

## Пам'ять
У радянський час повстання саперів було значно мірою міфологізоване та глорифіковане. В 1926 рр. ім'ям Жаданівського було названо вулицю Жилянську, а Печерську площу — площею Повстання саперів. На фасаді будинку по вулиці Князів Острозьких, 5 було встановлено бронзову меморіальну дошку з портретом Б. Жаданівського (скульптор О. Банников, архітектор А. Сницарев, 1969; у 2016 році демонтована внаслідок декомунізації).
На Галицькій площі було встановлено пам'ятник учасникам повстання саперів 1905 р., зруйнований у 1941 р.